# 经略台真武阁
经略台真武阁位于广西壮族自治区玉林市容县，由真武阁与经略台上下两部分建筑构成。
古经略台位于容县城东的人民公园内，绣江之滨。相传建于唐乾元至大历年间（758年至779年），为唐代诗人元结任容县经略使时所建，主要用来操练士兵，故取名为经略台，至今已有1200多年历史。据说当时台长35米，宽15米，高出地面4米，中间夯土，四周砌砖石。但是随着岁月的流逝，经略台上原有的建筑慢慢破损殆尽，唯独一个偌大的台基依旧。明朝初期，为祭祀奉祀真武大帝，镇胁火灾，在经略台的台基上修建了一座道教建筑的庙宇，名为真武庙。到了明万历元年（1573年），当地官府组织乡宦，把真武庙改建为三层木构楼阁，就是现在的真武阁。
整个三层楼阁为杠杆式纯木结构，通高13.2米，面宽13.8米，进深11.3米。全楼上下采用近三千条大小不一的木构件构成，凿榫卯眼，斜穿直套而成，无一钉一铆，也没有一个铁构件。楼阁的一楼有梁柱18根，座落在经略台台基的圆形石座之上。二层楼有四根大内柱，承受着上一层楼的楼板、梁架、配柱和阁瓦、脊饰的沉重荷载，但柱脚却都悬空不落地（现约离地板有2cm距离）。此被视为整座楼阁最精巧，最令人惊叹的部分。主要原因是，在二楼和三楼各用九根枋子（拱板）穿过檐柱（即底层内柱）的上部，组成两组严密的杠杆式斗拱，拱头承托外面宽大的瓦檐，而檐柱就是杠杆的支点，拱尾托起这四根悬空内柱。400多年历史沧桑，历经无数的地震、台风，至今安然无恙，依然屹立在绣江江畔。
1962年，中国著名古建筑学家梁思成教授到容县考察后，在《建筑学报》第7期发表《广西容县真武阁的“杠杆结构”》，至此这座深藏了几百年的、犹如天平一样维系整座建筑的三层楼阁始被世人所关注。1982年，经略台真武阁被国务院定为全国重点文物保护单位。真武阁与岳阳楼、黄鹤楼、滕王阁合称江南四大名楼，也是四大名楼中唯一的一座没有进行重建而完整保留至今的。